# Tenrecidae
Sous-ordre
Famille
Les Tenrecidés, ou Tenrecidae, sont une famille, la seule du sous-ordre des Tenrecomorpha. Elle est constituée de petits mammifères insectivores, la plupart endémiques de Madagascar. Les Tenrecinae, sous-famille malgache dont les membres rappellent les hérissons, et celle des Oryzorictinae, qui rappellent les musaraignes et les taupes, sont les deux groupes majeurs. La place de la famille des Tenrecidés est actuellement débattue, mais elle reste le plus souvent classée dans les Afrosoricida. Elle se divise en quatre sous-familles.

## Liste des sous-familles
Selon ITIS :
- sous-famille des Geogalinae Trouessart, 1881 - le Géogale[1]
- sous-famille des Oryzorictinae Dobson, 1882 - le Limnogale, des microgales, des musaraignes  et des tenrecs [1]
- sous-famille des Potamogalinae Allman, 1865 - le Potamogale et des Micropotamogales[1]
- sous-famille des Tenrecinae Gray, 1821 - le Tangue et des hérissons-terencs [1]

## Caractéristiques de cette famille
L'aire de répartition des espèces de cette famille est limitée à Madagascar et à l'Est de l'Afrique. On trouve dans ce groupe, qui a pu évoluer tranquillement sur Madagascar, une grande radiation de formes de façon à occuper les niches écologiques dévolues à d'autres groupes ailleurs dans le monde qui vivent sous terre, sur le sol dans les arbres et dans l'eau.
Les Tenrecidaes sont en effet très variés tant du point de vue de l'habitat que des comportements. Tandis que la sous-famille des Tenrecinae a évolué vers des formes proches des hérissons, celle des Oryzorictinae comprend des espèces aquatiques (Limnogale), fouisseuses (Oryzorictes) et d'autres encore aux mœurs voisines des musaraignes (Microgale et Geogale).

## Liste taxons inférieurs
Selon MSW :
- sous-famille Geogalinae
  - genre Geogale
    - Geogale aurita
- sous-famille Oryzorictinae
  - genre Limnogale
    - Limnogale mergulus

  - genre Microgale
    - Microgale brevicaudata
    - Microgale cowani
    - Microgale dobsoni
    - Microgale drouhardi
    - Microgale dryas
    - Microgale fotsifotsy
    - Microgale gracilis
    - Microgale gymnorhyncha
    - Microgale longicaudata
    - Microgale mergulus
    - Microgale monticola
    - Microgale nasoloi
    - Microgale parvula
    - Microgale principula
    - Microgale pusilla
    - Microgale soricoides
    - Microgale taiva
    - Microgale talazaci
    - Microgale thomasi

  - genre Oryzorictes
    - Oryzorictes hova
    - Oryzorictes tetradactylus
- sous-famille Potamogalinae
  - genre Micropotamogale
    - Micropotamogale lamottei
    - Micropotamogale ruwenzorii

  - genre Potamogale
    - Potamogale velox
- sous-famille Tenrecinae
  - genre Echinops
    - Echinops telfairi

  - genre Hemicentetes
    - Hemicentetes nigriceps
    - Hemicentetes semispinosus

  - genre Setifer
    - Setifer setosus

  - genre Tenrec
    - Tenrec ecaudatus